# Sphingonotus tsinlingensis
Sphingonotus tsinlingensis är en insektsart som beskrevs av Zheng, Z., Tu och Liang 1963. Sphingonotus tsinlingensis ingår i släktet Sphingonotus och familjen gräshoppor. Inga underarter finns listade i Catalogue of Life.